# Phyllocnistis argothea
Phyllocnistis argothea là một loài bướm đêm thuộc họ Gracillariidae, known from Bihar, Ấn Độ. Ấu trùng ăn Drypetes roxburghii.